# Соріна Тетяна Андріївна
Тетяна Андріївна Соріна (рос. Татьяна Андреевна Сорина) — російська лижниця, призерка чемпіонату світу.
Срібну медаль світової першості Соріна здобула, представляючи Російський союз лижних видів спорту в естафетній гонці на чемпіонаті світу 2021 року, що проходив у німецькому Оберстдорфі.
Є військовослужбовцем військ національної гвардії Російської Федерації, має військове звання «капітан».

## Виступи на Олімпійських іграх
| Рік  | Вік | 10 км | Скіатлон 15 км | 30 км мас-старт | Спринт | Естафета 4 × 5 км | Команднй спринт |
| ---- | --- | ----- | -------------- | --------------- | ------ | ----------------- | --------------- |
| 2022 | 27  | 10    | 11             | —               | —      | Золото            | —               |

## Виступи на чемпіонатах світу
| Рік  | Вік | 10 км | Скіатлон 15 км | 30 км мас-старт | Спринт | Естафета 4 × 5 км | Команднй спринт |
| ---- | --- | ----- | -------------- | --------------- | ------ | ----------------- | --------------- |
| 2021 | 26  | 5     | 8              | 9               | 21     | Срібло            | —               |